# Inskrypcje z Bir El-Qutt

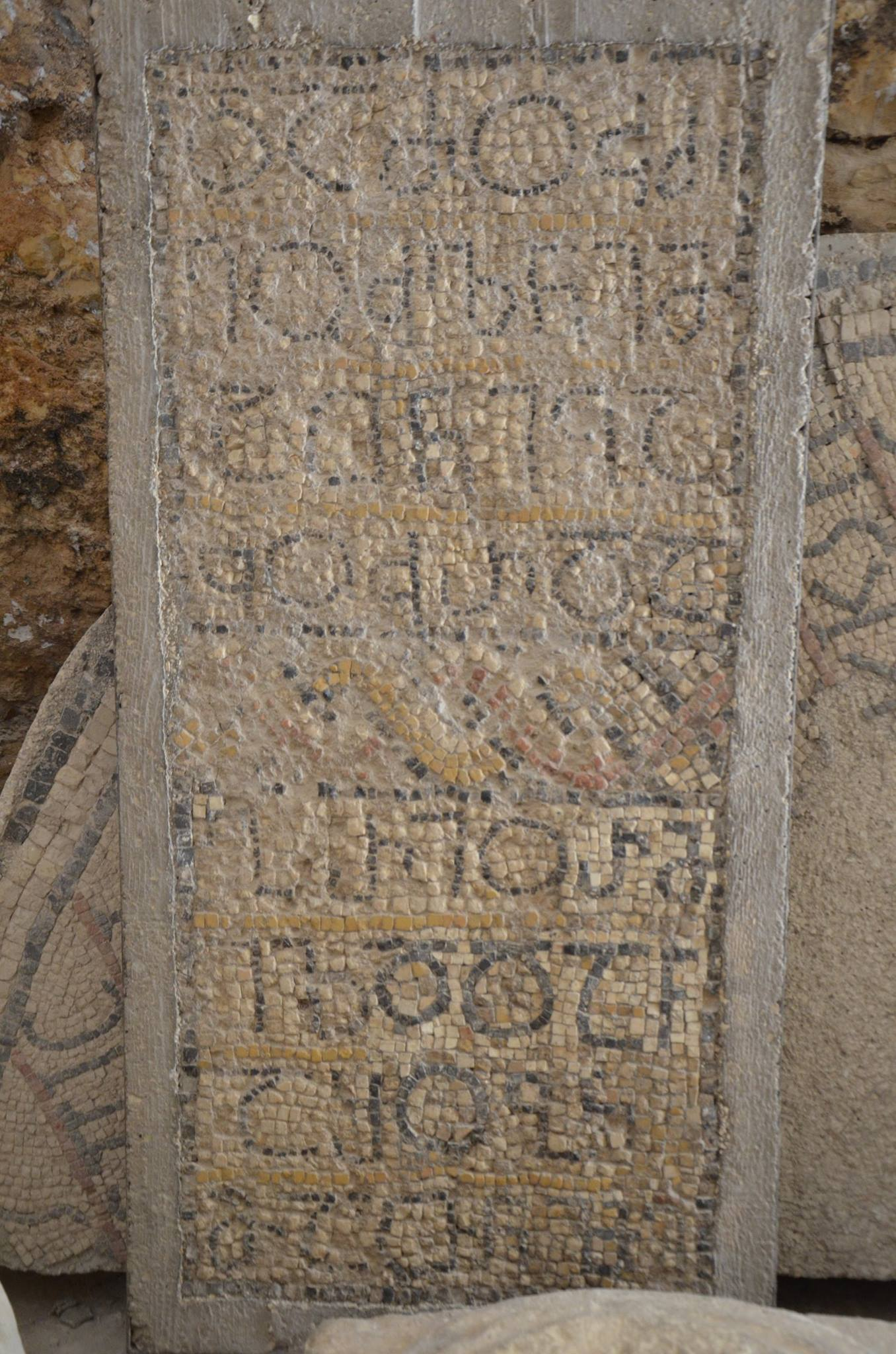
Inskrypcja 1

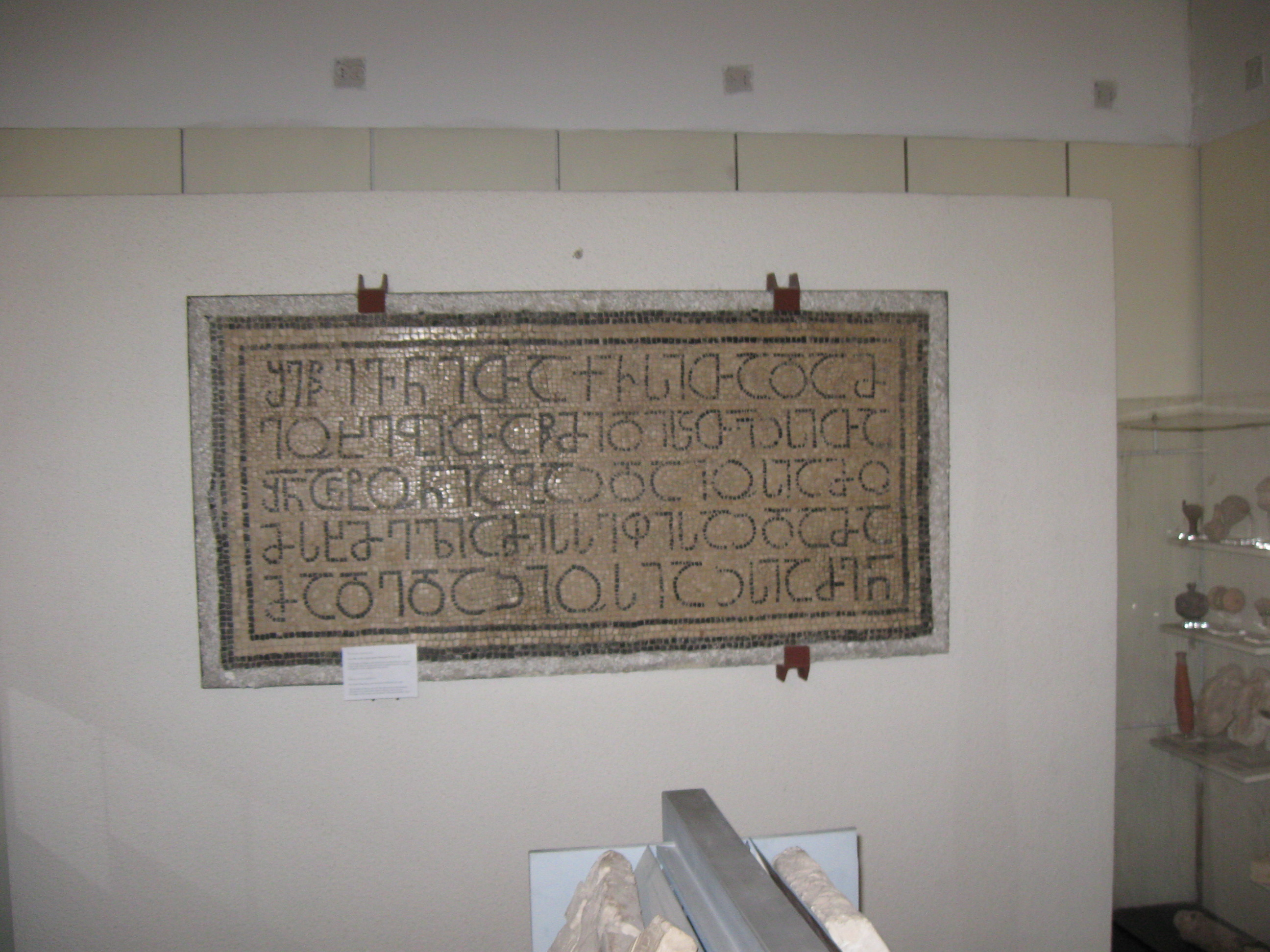
Inskrypcja 3

Inskrypcje z Bir El-Qutt (gruz. ბირ ელ ყუტის წარწერები, Bir el Qut’is C’arc’erebi) – cztery inskrypcje w formie mozaiki w kościele ufundowanym przez Piotra Iberyjskiego (ok. 417–491) niedaleko Betlejem na Pustyni Judzkiej, trzy w języku gruzińskim i jedna w języku greckim lub łacińskim zapisane pismem Asomtawruli (gruz. „majuskuła”); najstarsze znane inskrypcje zapisane w alfabecie gruzińskim (z V–VI w.). 
Inskrypcje zostały odkryte przez włoskiego archeologa Virgilio Corbo (1918–1991) podczas prac prowadzonych w latach 40. i 50. XX wieku. 

## Historia
Inskrypcje z Bir El-Qutt – w kościele ufundowanym przez Piotra Iberyjskiego (ok. 411–489) niedaleko Betlejem na Pustyni Judzkiej – to najstarsze znalezione inskrypcje zapisane w alfabecie gruzińskim. Zostały odkryte przez włoskiego archeologa Virgilio Corbo (1918–1991) podczas prac prowadzonych w Bir El-Qutt w latach 40. i 50. XX wieku podczas których odnaleziono pozostałości klasztoru gruzińskiego. Niewielki klasztor, położony ok. 6 km od Jerozolimy i 2 km od Betlejem, był pod wezwaniem św. Teodora. Inskrypcje, w formie mozaiki, znajdowały się na podłodze przyklasztornego kościoła.    
Inskrypcje datowane są przez różnych badaczy na V–VI w. na podstawie wzmiankowanych przez nie postaci historycznych, m.in. Piotra Iberyjskiego (ok. 411–489), jego dziadka Bakura (zm. 416), jego ojca Buzmira (zm. 438) i ojca Antoniego (VI w.). Według Hewitta inskrypcje pochodzą z ok. 430 roku n.e., według Khurtsilavej: inskrypcje nr 1 i nr 4 odnoszą się do pierwszej połowy VI w., inskrypcja nr 2 powstała w latach 30. V wieku, a inskrypcja nr 3 z lat 388–392, kiedy to założono klasztor św. Teodora w Bir El-Qutt.    

## Inskrypcje

### Inskrypcja 1
Zachowana w całości, pięcio-wersowa inskrypcja w języku gruzińskim z pierwszej połowy VI w.:  

შეწევნითა ქ(რისტ)ესითა და მეოხებითა წმიდისა თ(ეოდორ)ეÁსითა შ(ეიწყალე)ნ 
ანტონი აბაÁ და იოსია მომსხმელი ამის სეფისაÁ და მამა დედაÁ იოსიაÁსი ამენ

Wolne tłumaczenie: „Z pomocą Chrystusa i za wstawiennictwem św. Teodora, Boże ulituj się nad ojcem Antonim i nad Joszuą, który ułożył tę mozaikę, oraz nad ojcem i matką Joszuy, amen.”
Inskrypcja jest częścią stałej wystawy Franciszkańskiego Muzeum Archeologicznego w Jerozolimie. 

### Inskrypcja 2
Częściowo zachowana, pięcio-wersowa inskrypcja w języku gruzińskim (brakuje jej końca) z lat 30. V wieku: 

წმიდაო თეოდორე, მარუან და ბურზნ[...]ენ ამი[...] ე[...]

Wolne tłumaczenie: „Święty Teodorze, Maruan i Burzen [...]”

### Inskrypcja 3
Częściowo zachowana inskrypcja w języku gruzińskim (brakuje jej początku) z lat 388–392: 

[...] და ძუძეულნი მათნი ბაკურ და გრი ორმიზდ და ნაშობნი მათნი ქ(რისტ)ე შე(იწყალე)ნ, ამენ

Wolne tłumaczenie: „[...] i ich uczniowie Bakur i Gri Ormizd i ich dzieci, Chrystusie ulituj się, amen”

### Inskrypcja 4
Fragmentarycznie zachowana inskrypcja w języku obcym, greckim lub łacińskim, z pierwszej polowy VI w.: 

[?] ...B or U...T [...] C C or O [...] M C O [...]